# 小行星1083
小行星1083（1083 Salvia）是一颗围绕太阳公转的小行星。1928年1月26日，卡爾·威廉·萊茵姆特在海德堡发现了此天体。
該小行星以鼠尾草命名。
这颗小行星的绝对星等为12.06	等。